# North Terre Haute
North Terre Haute is een plaats (census-designated place) in de Amerikaanse staat Indiana, en valt bestuurlijk gezien onder Vigo County.

## Demografie
Bij de volkstelling in 2000 werd het aantal inwoners vastgesteld op 4606.

## Geografie
Volgens het United States Census Bureau beslaat de plaats een oppervlakte van
9,3 km², geheel bestaande uit land.

## Plaatsen in de nabije omgeving
De onderstaande figuur toont nabijgelegen plaatsen in een straal van 16 km rond North Terre Haute.